# Dżibuti na Letnich Igrzyskach Olimpijskich 1992
Dżibuti na Letnich Igrzyskach Olimpijskich 1992 reprezentowało 8 zawodników, tylko mężczyźni.

## Skład kadry

### Judo
- Youssef Omar Isahak
  - do 60 kg - 23. miejsce

- Alaoui Mohamed Taher
  - do 71 kg - 22. miejsce

### Lekkoatletyka
- Houssein Djama
  - bieg na 1500 - odpadł w eliminacjach

- Moussa Souleiman
  - bieg na 5500 - odpadł w eliminacjach

- Omar Daher Gadid
  - bieg na 10000 - odpadł w eliminacjach

- Ahmed Salah
  - maraton - 30. miejsce

- Talal Omar Abdillahi
  - maraton - nie ukończył

### Żeglarstwo
- Robleh Ali Adou
  - Windsurfer - 39. miejsce